# Struthiola bachmanniana
Struthiola bachmanniana är en tibastväxtart som beskrevs av Ernest Friedrich Gilg. Struthiola bachmanniana ingår i släktet Struthiola och familjen tibastväxter. Inga underarter finns listade i Catalogue of Life.